# Oscar Zubía
Joffre Oscar Zubía (* 8. února 1946, Montevideo, Uruguay) je bývalý uruguayský fotbalový útočník a reprezentant, účastník Mistrovství světa 1970 v Mexiku.
Mimo Uruguaye působil v Ekvádoru.
Po skončení aktivní hráčské kariéry se stal trenérem.

## Reprezentační kariéra
V A-týmu Uruguaye odehrál v letech 1968–1971 celkem 15 zápasů a vstřelil 4 góly.
Zúčastnil se Mistrovství světa 1970 v Mexiku, kde tým Uruguaye obsadil konečné čtvrté místo.